# David Fray
David Fray (Tarbes, 24 maggio 1981) è un pianista francese. È stato nominato Newcomer of the Year 2008 dalla rivista BBC Magazine. È sposato dal luglio 2008 con l'attrice italiana Chiara Muti, figlia del direttore d'orchestra Riccardo Muti. Ha collaborato con Riccardo Muti eseguendo Piccolo mondo antico di Nino Rota, nel 2007. Ha registrato le sue opere per la Virgin Classic e la EMI Classic.

## Discografia

### Album
- 2006 - Schubert: Fantasia in C Major/Lieder Transcriptions/Sonata
- 2007 - Bach: Partita in D major; French Suite BWV 812 in B minor / Boulez: Douze Notations pour piano; "Incises"
- 2008 - Bach: Keyboard Concertos BWV 1052, 1055, 1056 & 1058
- 2009 - Schubert: Impromptus Op.90, Moments Musicaux, Allegretto in C minor
- 2010 - Mozart: Piano Concertos 22 & 25
- 2013 - Bach: Partitas Nos.2 & 6, Toccata BWV 911
- 2015 - Schubert: Sonata per pianoforte D 894; Fantasia in fa minore D 840 (a 4 mani); Allegro in la minore D 947
- 2021 - Bach: Variations Goldberg

## Videografia
- 2011 - David Fray Records Mozart - Piano Concertos Nos.22 & 25 Un film di Bruno Monsaingeon.